# Ratchet & Clank: Into the Nexus
Ratchet & Clank: Into the Nexus, chamado na Europa de Ratchet & Clank: Nexus, é um jogo eletrônico de plataforma desenvolvido pela Insomniac Games e publicado pela Sony Computer Entertainment. É o quarto e último título da subssérie Future da franquia Ratchet & Clank, tendo sido lançado exclusivamente para PlayStation 3 em novembro de 2013.